# Southern Gothic
Southern Gothic är en genre inom bland annat litteratur, film, och teater. Genren är en blandning av gotisk fiktion och den amerikanska södern. Vanliga teman inkluderar berättelser om excentriska eller moraliskt förkastliga karaktärer, hoodoo, förfallna miljöer, groteska situationer eller olycksbådande företeelser. Fattigdom, utsatthet, brott och våld är vanliga inslag.
Några av de mest kända författarna som förknippas med genren är Flannery O'Connor, Tennessee Williams, Truman Capote, William Faulkner och Carson McCullers.